# Roskilde Fjord
Roskilde Fjord er en fjord, der adskiller Hornsherred og Nordsjælland. Ved fjordens sydøstlige kyst ligger byen Roskilde, som fjorden er opkaldt efter. Nord om Hornsherred løber den ud i Isefjorden og efterlader en tange mellem fjorden og Kattegat.
Det er den næstlængste danske fjord på 41,6 km (efter Mariager Fjord), målt fra bunden af Lejre Vig til linjen mellem Sølager og Kulhuse.[kilde mangler] Da store dele er lavvandet, er sejlruten dog en del længere.
Området kendes bl.a. for de mange fund fra vikingetiden, hvilket i Roskilde har givet anledning til opførelsen af Vikingeskibsmuseet.
Geografisk præges fjorden dels af en lav vandstand, samt et stort antal små øer, der i mange år har givet fred og plads til, at både fisk og fugle uforstyrret har haft mulighed for at yngle.
Roskilde Fjord er EF-fuglebeskyttelsesområde og EU-habitatområde. Udlægningen af jagt- og forstyrrelsesfrie områder er en konsekvens af fjordens status som EF-fuglebeskyttelsesområde. Af samme grund er der i hele fjorden, fra Lejre Vig i syd til fjordens udløb i Isefjorden i nord, motorbådsjagt forbudt. Ved alle øvrige former for jagt henvises til Skov- og naturstyrelsens hjemmeside om "Jagtbegrænsninger på fiskeriterritoriet".
Roskilde Fjord er en forholdsvis lavvandet fjord med en dybde på ca. 5 m de fleste steder, men har også enkelte dybe huller som fx "Hestehullet" nordvest for Herslev Havn, hvor der ca. 29 m dybt.
Den sydlige del af Roskilde Fjord er en del af Nationalpark Skjoldungernes Land, der blev oprettet i 2015.

## Øer
Roskilde Fjord rummer en række øer:
- Eskilsø 1,4 km²
- Lilleø 0,11 km²
- Elleore 0,015 km²
- Kølholm
- Ringøen
- Hesteholme
- Skovholmene
- Hyldeholm
- Langholm
- Ægholm
- Studeholm
- Blak
- Jyllinge Holme
  - Yderste Holm
  - Tobaksholm
  - Flængholm
- Gadekærsholm
- Peberholm
- Stenø
- Øksneholm